# Olivier Trastour
Olivier Trastour (Cagnes-sur-Mer, 30 december 1971) is een Frans voormalig beroepswielrenner. Hij reed in zijn carrière voor onder andere Ag2r Prévoyance.
Hij wist geen enkele professionele koers op zijn naam te schrijven en beëindigde na het seizoen van 2003 zijn loopbaan.

## Grote rondes
| Jaar | Ronde van Italië | Ronde van Frankrijk | Ronde van Spanje |
| ---- | ---------------- | ------------------- | ---------------- |
| 2001 |                  | opgave              |                  |